# Ogre Battle
Ogre Battle è una serie di videogiochi di ruolo creata nel 1993 da Quest e in seguito acquisita da Square Enix.
Il primo titolo della serie, Ogre Battle: The March of the Black Queen è stato pubblicato nel 1993 per Super Nintendo Entertainment System. Distribuito negli Stati Uniti d'America da Enix, il videogioco ha ricevuto una conversione per PlayStation prodotta nel 1997 da Atlus. Sono state inoltre realizzate versioni per Virtual Console e telefono cellulare.
Il primo seguito della serie, denominato Tactics Ogre: Let Us Cling Together, viene pubblicato in Giappone per SNES nel 1995 e successivamente anche per Sega Saturn e PlayStation. Nel 2011 è stato realizzato un remake per PlayStation Portable, quest'ultimo distribuito anche come Tactics Ogre: The Wheel of Fortune (タクティクスオウガ 運命の輪?, Tactics Ogre: Unmei no Wa).
Il terzo titolo della serie, Ogre Battle 64, fu pubblicato da Nintendo nel 1999, esclusivamente per Nintendo 64. Sono stati inoltre prodotti due spin-off: nel 2000 Ogre Battle: Legend of the Zenobia Prince (伝説のオウガバトル外伝 ゼノビアの皇子?, Densetsu no Ōga Batoru Gaiden Zenobia no Ōji) per Neo Geo Pocket Color e nel 2001 Tactics Ogre: The Knight of Lodis per Game Boy Advance.

## Videogiochi

### Serie principale
| Videogioco                                | Anno di uscita | Piattaforme                         |
| ----------------------------------------- | -------------- | ----------------------------------- |
| Ogre Battle: The March of the Black Queen | 1993           | Super Nintendo Entertainment System |
| Tactics Ogre: Let Us Cling Together       | 1995           | Super Nintendo Entertainment System |
| Ogre Battle 64                            | 1999           | Nintendo 64                         |

### Storie secondarie
| Videogioco                                | Anno di uscita | Piattaforme          |
| ----------------------------------------- | -------------- | -------------------- |
| Ogre Battle: Legend of the Zenobia Prince | 2000           | Neo Geo Pocket Color |
| Tactics Ogre: The Knight of Lodis         | 2001           | Game Boy Advance     |